# انجمن ریاضی آمریکا
انجمن ریاضی آمریکا (به انگلیسی: American Mathematical Society) (AMS) (یا جامعه ریاضی آمریکا)، مجمعی از ریاضی‌دانان حرفه‌ای سراسر جهان است، که با هدف پژوهش در ریاضیات و ارتقای آن، از طریق انتشار نشریات، برگزاری جلسات و برنامه‌های حمایتی دیگر اقدام به ارائه بورس‌های تحصیلی می‌نماید.
انجمن ریاضی آمریکا در سال ۱۸۸۸ در نیویورک راه‌اندازی شد. در سال ۱۹۵۱ مرکز آن به شهر پراویدنس، رود آیلند انتقال یافت. این انجمن هم‌اکنون بیش از ۳۰٬۰۰۰ عضو دارد. از ریاضی‌دانان ایرانی که عضویت انجمن ریاضی آمریکا را دارا می‌باشند، می‌توان به نظام‌الدین فقیه و امیدعلی شهنی کرم‌زاده و سجاد پورعلی آبادی اشاره کرد. در سال ۲۰۱۳ جایزه ستر (به انگلیسی: Satter Prize) انجمن ریاضی آمریکا نیز به ریاضی‌دان ایرانی؛ مریم میرزاخانی اهدا شد. این جایزه هر دو سال یک بار به زنانی که دستاورد ریاضی مهمی داشته باشند اهدا می‌شود.